# Nyunga
Nyunga, även noogar, är ett australiskt språk som talades av 170 personer år 1996. Nyunga talas i Väst-Australien. Nyunga tillhör de pama-nyunganska språken. Numera finns det också en kreolversion av språkets östliga dialekter som heter neo-nyunga och har 8000 talare.
Språkets namn betyder "en person från sydvästra delar av Väst-Australien".

## Fonologi

### Vokaler
|             | Främre | Central | Bakre |
| ----------- | ------ | ------- | ----- |
| Sluten      | i      |         | u     |
| Mellanöppen | e      |         | o     |
| Öppen       |        | a       |       |

Källa:

### Konsonanter
|             | Labial | Alveolar | Retroflex | Palatal | Velar  |
| ----------- | ------ | -------- | --------- | ------- | ------ |
| Klusil      | p \| b | t \| d   | ɖ \| ʈ    | ɟ \| c  | k \| g |
| Nasal       | m      | n        | ɳ         | ɲ       |        |
| Lateral     |        | l        | ʎ         |         |        |
| Tremulant   |        | r        |           |         |        |
| Approximant | w      |          | ɻ         | j       |        |

Källa: